# قرة كانلو (بدرانلو)
قرة كانلو (بالفارسية: قره کانلو) هي قرية تقع في إيران في قسم بدرانلو الريفي. يقدر عدد سكانها بـ 536 نسمة بحسب إحصاء 2016.